# 韓国の焼肉

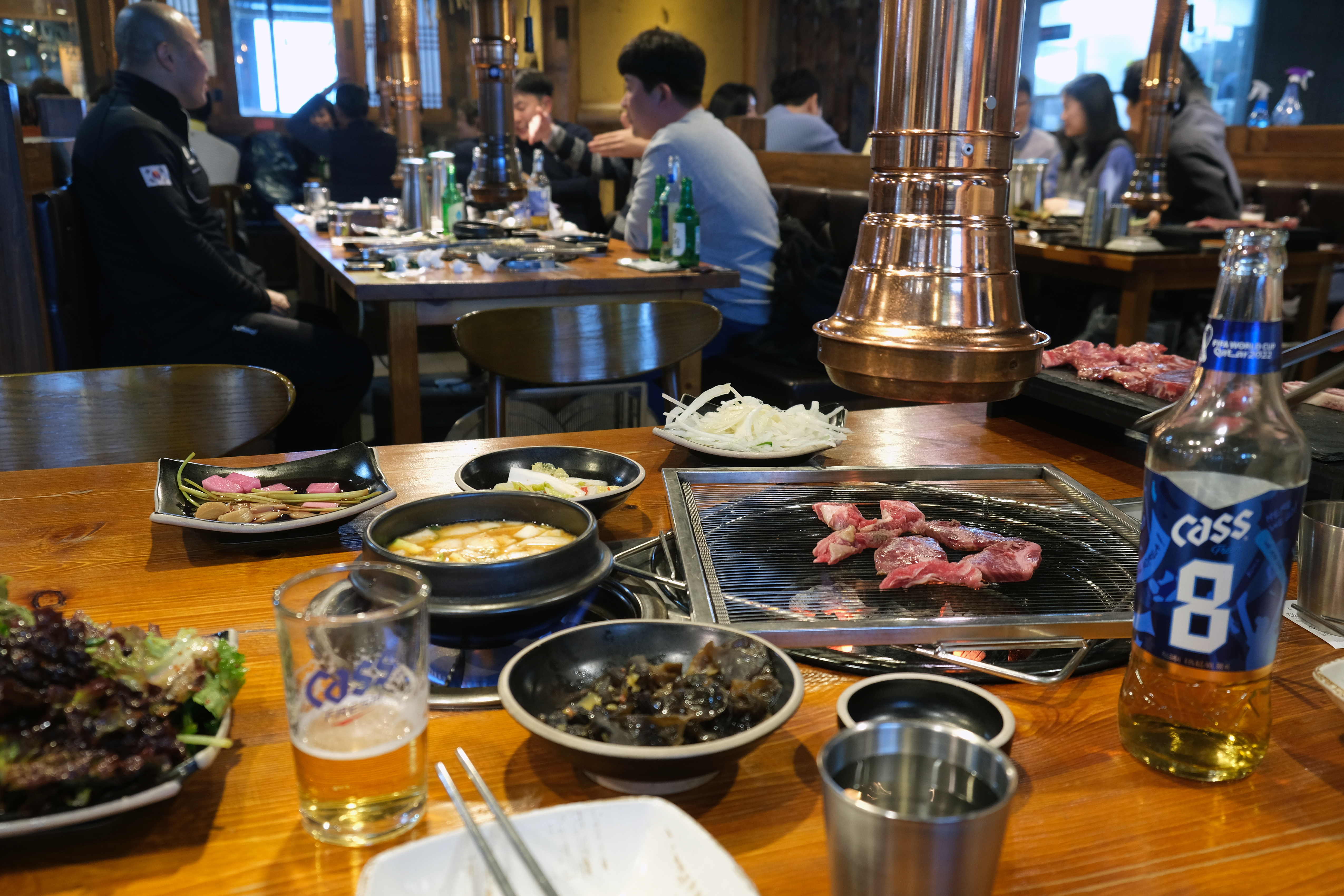

韓国の焼肉（かんこくのやきにく、朝鮮語: 고기구이）は豚肉、牛肉、鶏肉で作った様々な料理を成す火で焼いた肉料理をあまねく指す。 これは最もよく知られている韓国料理の一つである。
焼肉の最もよく知られている様式は、牛のあばら骨を成すばら肉を用いたものである 。
韓国レストランでこのような料理は、従業員が移動式ストーブを使って料理するのが一般的である。

## 種類

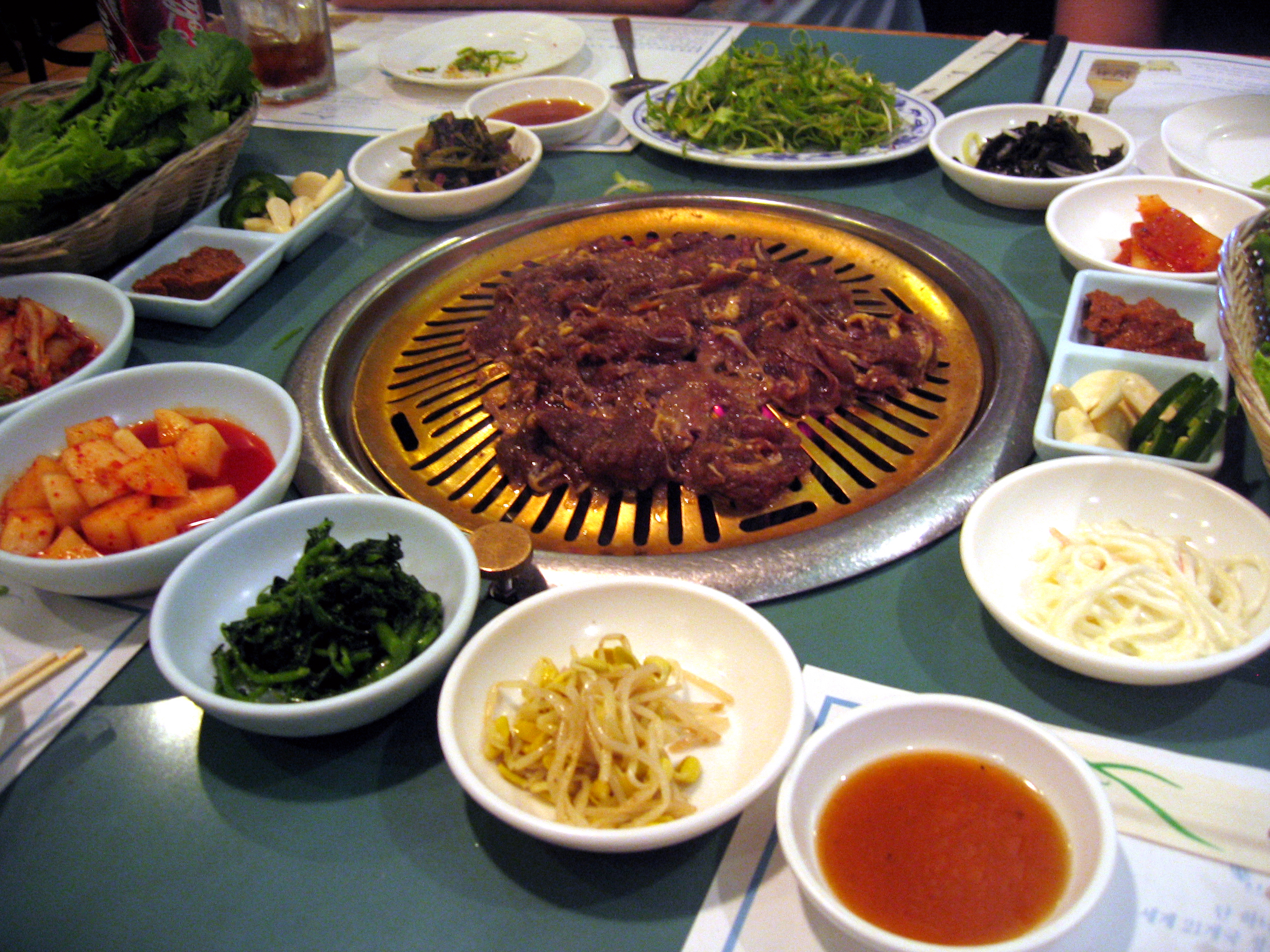
プルコギ
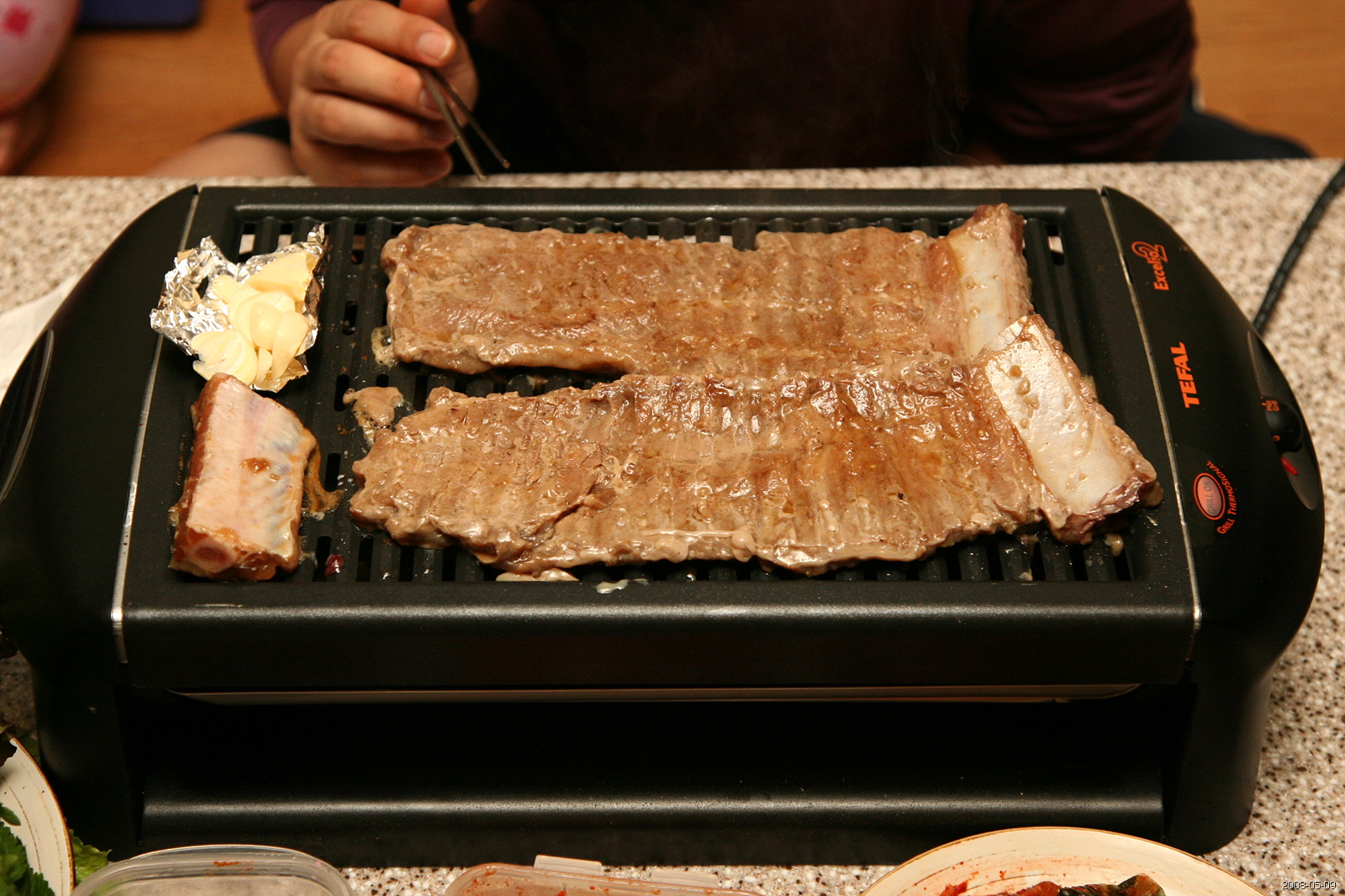
カルビ
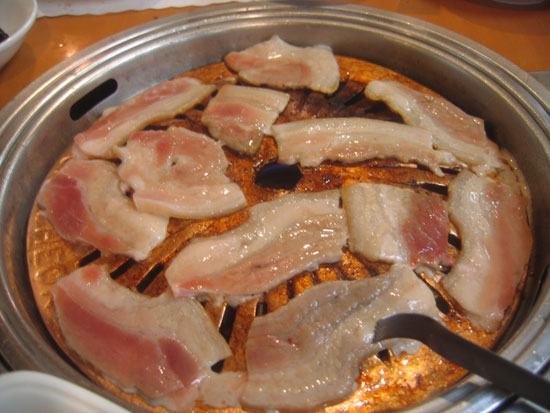
サムギョプサル
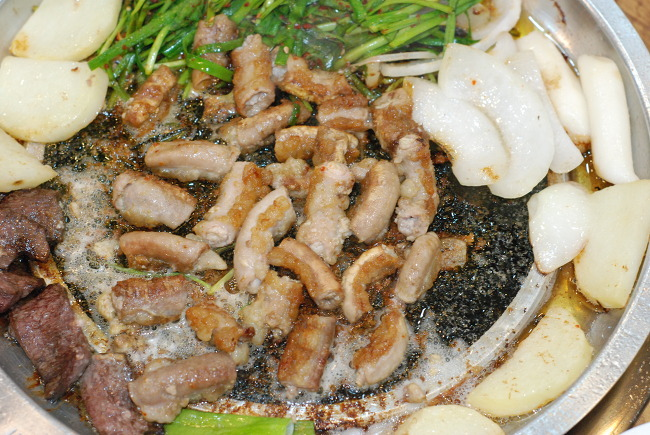
コプチャン（ホルモン焼き）
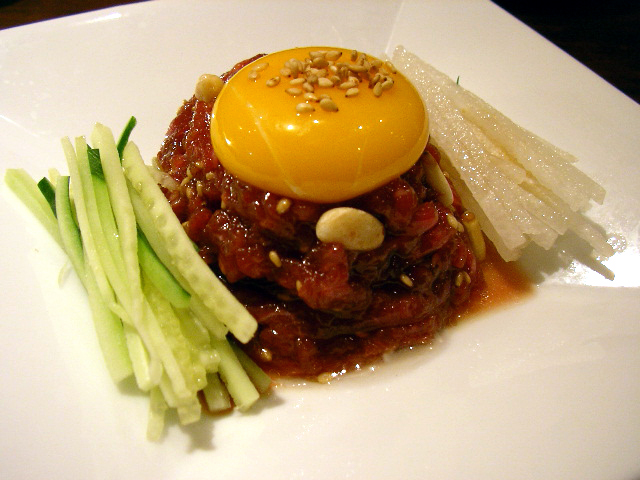
ユッケ（生肉）

- プルコギ
- カルビ
- サムギョプサル
- コプチャン
- ユッケ